# 金光鐵松
金光 鐵松（かなみつ てっしょう、文政7年（1824年） - 明治21年6月9日（1888年）？）は、岡山藩士。諱は岩吉とされる。

## 経歴
金光岩齋の子として生まれる。
天保12年7月5日（1841年）、父の死により家督を相続。同年12月14日勘定所御雇見習として勤める。後年、勘定所直勤となったといわれるが、以降の役職の足跡は不明。
明治のいつ頃か判らないものの、津高郡へ移住し帰農したという。